# 北愛爾蘭聯盟黨
北愛爾蘭聯盟黨（英語：Alliance Party of Northern Ireland，缩寫為:APNI）是北愛爾蘭的一個政黨。目前，在北愛爾蘭議會中擁有17個議席，是北愛爾蘭的第三大黨。1970年，该党由新阿尔斯特运动建立。由於北愛爾蘭聯盟黨的宗教色彩較淡，因此獲得了一些既非愛爾蘭聯合主義、也非愛爾蘭民族主義者的支持，故被視為是北愛第三個政治派系。該黨加入了國際自由聯盟，亦是自由民主黨在北愛爾蘭的政黨。
2019年，領袖娜奥米·朗和她的副手斯蒂芬·法里為該黨在歐洲議會的北爱尔兰選區取得历史上第一席以及第二次贏得下議院議席。這是聯盟黨首次在北愛所有層級的民選議會皆有代表，論兩次選舉分別的總得票數也讓其躍升至北爱尔兰第三大黨。

## 外部連結
- Alliance Party （页面存档备份，存于）